# Музей вина (Малага)

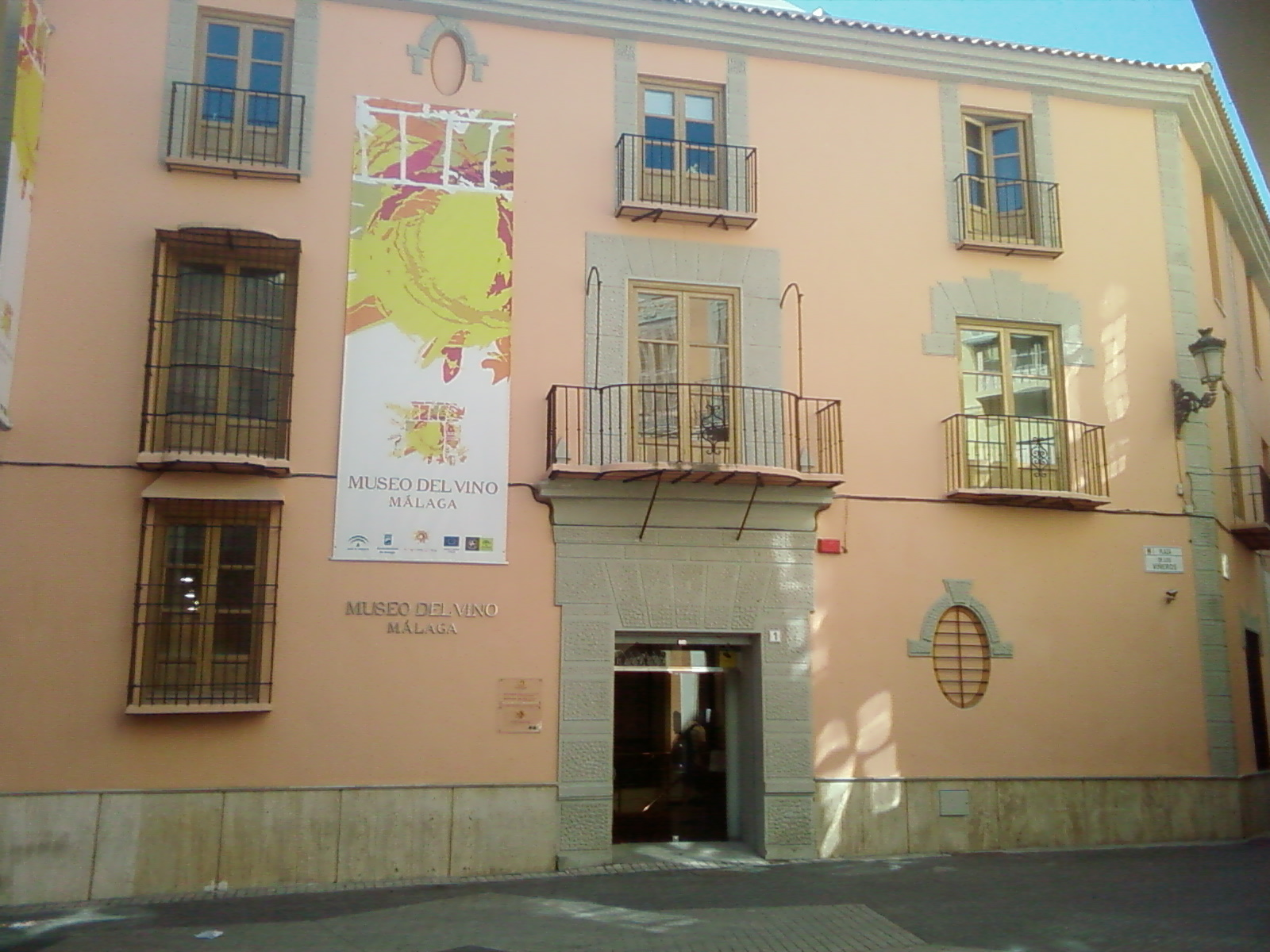
Музей вина в Малаге

Музей малагского вина (исп. Museo del Vino Málaga) — энологический музей в центре испанского города Малага. Открыт в 2008 году в практически полностью перестроенном для этой цели дворце Бьедма (XVIII век).
Общая площадь всех помещений музея превышает 800 м². Экспозиция музея располагается на двух этажах в нескольких тематических залах. В коллекции находятся более 400 объектов, среди них рекламные плакаты, этикетки для винных бутылок и бочек, бутылки самых популярных вин прошлых лет и даже веков.
Посетители музея знакомятся с историей и географией малагских вин, особенностями их производства. Музей проводит экскурсии с дегустацией вин, а также ведёт продажи вина. Дегустационный зал насчитывает около 120 видов вин Малаги.